# سرقلعه (زز شرقی)
سرقلعه یک روستا در ایران است که در دهستان زز شرقی شهرستان الیگودرز واقع شده‌است.
 سرقلعه ۶۰ نفر جمعیت دارد.